# 岩手県立不来方高等学校
岩手県立不来方高等学校（いわてけんりつこずかたこうとうがっこう）は、かつて岩手県紫波郡矢巾町にあった県立高等学校。
岩手県立盛岡南高等学校との統合により、2025年3月に閉校した。

## 概要
1988年(昭和63年)4月、社会の変化に対応し、生徒の個性を伸ばす教育を推進するため、普通科に人文学系、理数学系、芸術学系、外国語学系、体育学系の5つの学系制を導入した学校として設立された。

## 設置学系・コース・専攻
人文学系
理数学系
芸術学系
- 音楽コース
  - ピアノ専攻
  - 声楽専攻
  - ヴァイオリン専攻
- 美術・工芸コース
  - デザイン専攻
  - 絵画専攻
  - 彫刻専攻
  - 陶芸専攻

外国語学系
- 英語コース
- フランス語コース
- 中国語コース

体育学系
- 陸上競技専攻
- 水泳専攻
- スキー専攻
- ラグビー専攻
- ハンドボール専攻
- サッカー専攻
- ホッケー専攻
- 剣道専攻
- カヌー専攻

## 沿革
- 1988年4月1日 - 創立。
- 1988年4月10日 - 開校式並びに第1回入学式。
- 1988年10月1日 - 第1回文化祭を実施。
- 1989年5月10日 - 校舎落成記念式典挙行。
- 1997年10月17日 - 創立10周年記念式典挙行。
- 2007年10月20日 - 創立20周年記念式典挙行。
- 2017年3月 - 野球部が第89回選抜高等学校野球大会に出場。
- 2025年4月1日 - 岩手県立盛岡南高等学校と統合して閉校[1]。新設時には不来方高校の校舎や施設を活用する。

## 部活動
- 運動部
  - 陸上部
  - 硬式野球部（男子）
  - バスケットボール部
  - 弓道部
  - 硬式テニス部
  - ソフトテニス部
  - 水泳部
  - 柔道部
  - カヌー部
  - バレーボール部
  - サッカー部
  - 卓球部
  - ハンドボール部
  - ソフトボール部（女子）
  - バドミントン部
  - ラグビー部（男子）
  - ホッケー部
  - 空手道部
- 文化部
  - 書道部
  - 音楽部
  - 吹奏楽部
  - 演劇部
  - 外国語研究部
  - 美術部
  - 工芸部
  - 茶道＆華道部
  - 写真＆書道部
  - 軽音楽部

## 部活成績
- ホッケー部：全国優勝（四国インターハイ）ベスト8（埼玉インターハイ）
- サッカー部：ベスト16（埼玉インターハイ）
- 男子ハンドボール部：第35回全国高等学校ハンドボール選抜大会 準優勝　第36回全国高等学校ハンドボール選抜大会 優勝
- 女子ハンドボール部：全国3位
- 男子バレーボール部：春高バレー出場
- カヌー部：男子  カナディアン 200m 500m 優勝（福井国体）女子  全国総合優勝経験有
- 音楽部：全日本合唱コンクール全国大会にて金賞22回、銀賞6回。最高賞たる文部科学大臣賞も8回受賞（1996、1998、1999、2013、2015、2016、2017年、2022年）。初出場の1994年以降、東北大会止まりだった2006年を除き毎年全国大会に出場している。2023年度からは指揮者が村松玲子から佐藤由梨へ変わった。
- 硬式野球部（男子）2017年春（第89回）に21世紀枠で出場。部員10人で県大会準優勝が評価された。

## 制服
- 男子：青のブレザーに臙脂のネクタイ
- 女子：青のブレザーに青のリボン

※中間服、盛夏服、冬服の3パターンがある。

## 校章
「対（むか）い鶴」の外輪に県木の松の葉を配し、中央に「高」を据えた。地色は緑、鶴は白色、高と松葉は金。「鶴」のデザインは南部家の家紋を基調とし、そのイメージは、校訓の「自由」「創造」「飛翔」を象徴するとともに、不来方高校の特徴でもある学系（人文・理数・芸術・外国語・体育）を表している。
- 人文　　　文学の世界を創造する「渡り」のロマン。
- 理数　　　「渡り」の哲学は、理数に裏付けられた緻密なもの。
- 芸術　　　伸びやかなその雄姿は美の極致。
- 外国語　　「渡り」はまさに自由で、国際的なもの。
- 体育   柔軟な筋肉、強靭な飛翔力と堅固な意志力。

また、外輪に連接する5対の松葉は5つの学系を表すとともに、学系間の連携と団結を意味している。

## 主な出身者
- 佐藤良彦 - 元ハンドボール選手
- 馬場佑貴 - ハンドボール選手
- 吉田起子 - ハンドボール選手
- 安倍千夏 - 元ハンドボール選手
- 佐々木亮輔 - ハンドボール選手
- 安倍竜之介 - ハンドボール選手
- 高橋昇禎 - 元バレーボール選手、一関修紅高等学校監督
- 佐々木一徹 - ラグビー選手
- 菊地孝平 - 競艇選手
- 藤枝とおる - 漫画家
- 服部祐民子 - シンガーソングライター
- 加藤麻衣 - 盛岡市議会議員、人権活動家

## アクセス
JR東北本線矢幅駅より
- バス利用の場合　矢巾町市街地循環バス「矢幅駅周辺循環」で、「不来方高校前」下車。
- 徒歩10分